# Carvalheda de Ávia

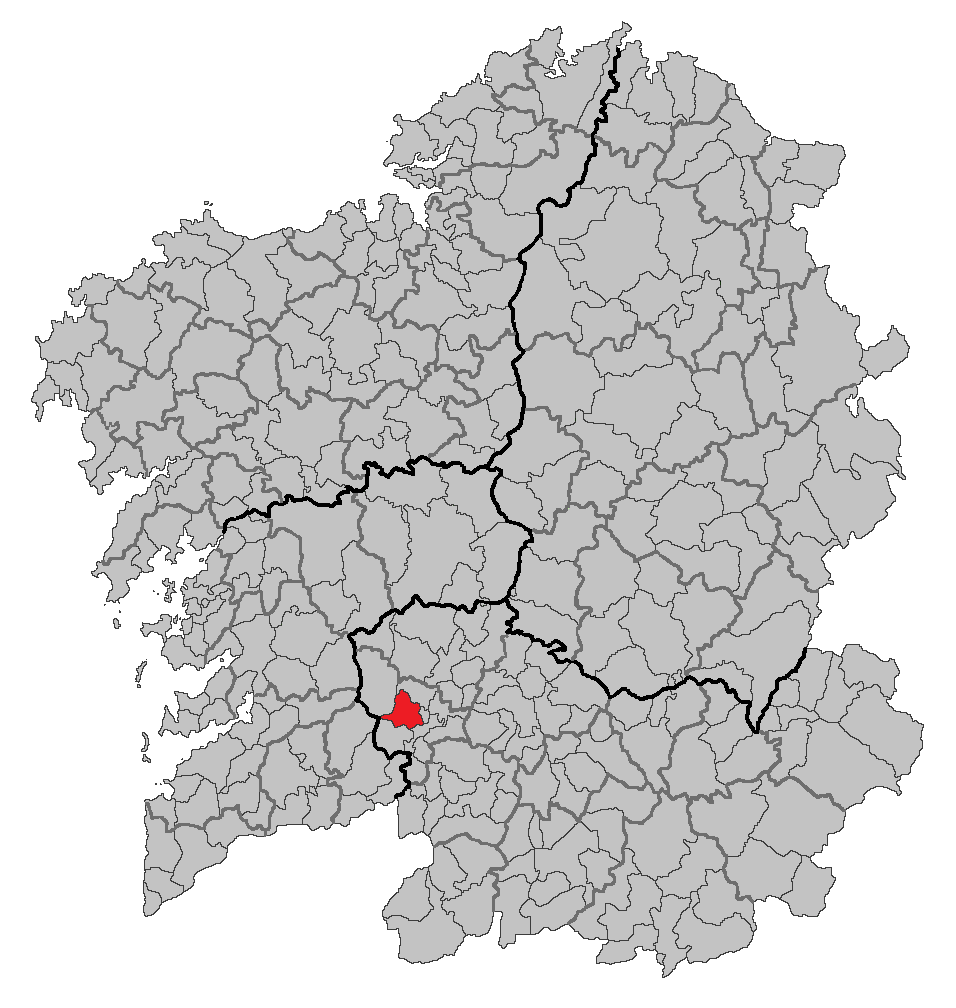
Localização de Carballeda de Avia

Carvalheda de Ávia (Carballeda de Avia) é um município da Espanha na província 
de Ourense, 
comunidade autónoma da Galiza, de área 47,01 km² com 
população de 1600 habitantes (2007) e densidade populacional de 34,22 hab/km².

## Demografia
| Variação demográfica do município entre 1991 e 2004 | Variação demográfica do município entre 1991 e 2004 | Variação demográfica do município entre 1991 e 2004 | Variação demográfica do município entre 1991 e 2004 |
| --------------------------------------------------- | --------------------------------------------------- | --------------------------------------------------- | --------------------------------------------------- |
| 1991                                                | 1996                                                | 2001                                                | 2004                                                |
| 1888                                                | 1792                                                | 1589                                                | 1601                                                |